# Inspelningsschema
Inspelningsschema är ett schema som anger i vilken ordning vissa scener i en film-/videoproduktion ska spelas in, ordningen behöver inte vara densamma som handlingen i filmen utan anpassas oftast till andra omständigheter som till exempel årstider, tid på dygnet eller vilka skådespelare och inspelningsplatser som avses att filmas.